# Belmond Nsumbu Dituabanza
Belmond Nsumbu Dituabanza est un footballeur congolais (RDC) né le 31 janvier 1982 a Kinshasa.
Il a participé à la Coupe d'Afrique des nations 2006 avec l'équipe de République démocratique du Congo.

## Carrière
| Année | Club                              | Pays                             |
| ----- | --------------------------------- | -------------------------------- |
| 2000  | SC Cilu                           | République démocratique du Congo |
| 2001  | SC Cilu                           | République démocratique du Congo |
| 2002  | AS Vita Club                      | République démocratique du Congo |
| 2003  | AS Vita Club                      | République démocratique du Congo |
| 2004  | FC Saint Éloi Lupopo              | République démocratique du Congo |
| 2005  | FC Saint Éloi Lupopo AS Vita Club | République démocratique du Congo |
| 2006  | AS Vita Club                      | République démocratique du Congo |
| 2007  | AS Vita Club                      | République démocratique du Congo |
| 2008  | AS Vita Club                      | République démocratique du Congo |
| 2011  | FC Sturm Hauzenberg               | Allemagne                        |
| 2012  | FC Sturm Hauzenberg               | Allemagne                        |